# Voetbalkampioenschap van Midden-Elbe 1923/24
In 1923/24 werd het veertiende voetbalkampioenschap van Midden-Elbe gespeeld, dat georganiseerd werd door de Midden-Duitse voetbalbond. De competitie werd na vier jaar opnieuw ingericht nadat de vorige jaren de competitie samen met enkele andere competities onder de Elbecompetitie samen gebracht werden.
Fortuna Magdeburg werd kampioen en plaatste zich voor de Midden-Duitse eindronde. De club versloeg FC Viktoria 09 Stendal en Chemnitzer BC en verloor dan van SpVgg 1899 Leipzig-Lindenau. 

## Gauliga
| Plaats | Club                           | Wed. | W  | G | V  | Saldo | Ptn.  |
| ------ | ------------------------------ | ---- | -- | - | -- | ----- | ----- |
| 1.     | FV Fortuna 1911 Magdeburg      | 16   | 11 | 2 | 3  | 44:15 | 24:8  |
| 2.     | SuS 1898 Magdeburg             | 16   | 10 | 3 | 3  | 29:15 | 23:9  |
| 3.     | MFC Cricket-Viktoria Magdeburg | 16   | 8  | 5 | 3  | 49:22 | 21:11 |
| 4.     | Magdeburger FC Preußen 1899    | 16   | 9  | 3 | 4  | 35:23 | 21:11 |
| 5.     | SV Viktoria 1896 Magdeburg     | 16   | 7  | 4 | 5  | 34:28 | 18:14 |
| 6.     | SC 1900 Magdeburg              | 16   | 5  | 4 | 7  | 16:30 | 14:18 |
| 7.     | BFC Preußen 02 Burg            | 16   | 5  | 0 | 11 | 21:37 | 10:22 |
| 8.     | Magdeburger SC Germania 1898   | 16   | 2  | 4 | 10 | 13:30 | 8:24  |
| 9.     | SC Nordfront 1908 Magdeburg    | 16   | 2  | 1 | 13 | 11:52 | 5:27  |

|  | Kampioen, geplaatst voor Midden-Duitse eindronde |
|  | Degradatie                                       |

## 1. Klasse
| Plaats | Club                     | Wed. | W | G | V  | Saldo | Ptn.  |
| ------ | ------------------------ | ---- | - | - | -- | ----- | ----- |
| 1.     | Teutonia Genthin         | 15   |   |   |    | 59:15 | 27:03 |
| 2.     | Komet 1908 Magdeburg     | 16   |   |   |    | 34:28 | 21:11 |
| 3.     | SC Union 1910 Magdeburg  | 15   |   |   |    | 29:20 | 18.12 |
| 4.     | VfB 1906 Schönebeck      | 16   |   |   |    | 30:27 | 17:15 |
| 5.     | SpVgg 1919 Calbe         | 15   |   |   |    | 18:29 | 15.15 |
| 6.     | SC 1910 Niederndodeleben | 16   |   |   |    | 15:14 | 12:20 |
| 7.     | VfL Neuhaldensleben      | 14   |   |   |    | 16:26 | 11:17 |
| 8.     | Germania Barleben        | 14   |   |   |    | 13:29 | 11:17 |
| 9.     | FC Wacker Magdeburg      | 15   | 2 | 0 | 13 | 09:35 | 04:26 |

|  | Kampioen, promotie |
|  | Degradatie         |